# 桃井望
桃井 望 (ももい のぞみ、1978年（昭和53年）9月23日 - 2002年（平成14年）10月12日）は、日本のAV女優。元ウィナーズアソシエーション所属。愛称はノン。

## 人物
AV女優としてのプロフィールには「1978年9月23日生まれ、東京都出身」と発表していた。しかし、実際は長野県伊那市の出身で、18歳の高校卒業までは地元で育ち、その後に東京の短大に進学した際に実家の家族も埼玉県に転居している。中学・高校時代はバスケットボール部に所属していた。短大では食物栄養の勉強をして栄養士の資格を取得。卒業後は都内の専門学校を経て病院の食事を作る仕事に就いていた。
その後、AV女優にスカウトされてデビュー。ロリータ系として人気を得て、非ビデ倫系を中心に200本以上のAVに出演。デビュー時はパブがAV関連専門誌のみに限られていたが、2002年2月よりパブ全（全開）となりメディア出演も多くなる。
舞台女優としても活動していた。同じ所属事務所の堤さやかと出演した作品が多数ある。

## 略歴
- 2001年 - デビュー。
- 2002年 - パブを解禁するとともに、同じくロリ系のAV女優の長瀬愛、堤さやか、樹若菜とアイドルユニット｢MINX｣を結成して活動。
- 2002年10月12日 - 長野県塩尻市にて死亡[2][3]。

## 突然の訃報
2002年10月12日夜、長野県塩尻市広丘郷原の奈良井川河川敷にて、乗用車が炎上しているとの通報があり、消防の出動などにより間もなく鎮火したものの、灯油をかけて燃やされた車内外から男女の遺体が発見され、このうち女性の方が桃井望であることが判明した。発見当時の桃井の遺体は車から10メートルほど離れた草むらの地面で火の手をあげており、髪や眉はなく着衣は焼けて性別の見分けが付かないほどのほとんど真っ黒な状態だった。
焼損の激しさ及び消火活動によって現場近くが踏み荒らされ、検証は困難であったが、彼女の死因が数か所におよぶ刺傷によるものであったことから、男性による無理心中・殺人の両方が考えられる。心中とすると下記の点が矛盾している。
- 桃井はアイドルユニットのメンバーとなってまだ1年も経っていなかった[5]。
- 靴が自宅に残されていた (2人とも裸足だった)
- 自宅のPCの電源が入っていたままであった[3]
- 運転者及び自動車の所有者の男性 (桃井は自動車運転免許を持っていなかった)が後部座席で発見されたこと
- 男性は車内、女性は車外で発見された
- 2人とも事件以降の日に知人と会う約束をしている
- 灯油を撒いて着火したにもかかわらず、灯油を入れたと思われる容器が発見されなかった[3]
- 2人とも煙をほとんど吸い込んでおらず、焼死の可能性が低いこと[3]
- 男性は事件の数か月前に80万円を貸しているが、借用書に記された名前の人物は存在しない
- 男性は所有していた車を大切にしており、死亡場所である河原に侵入すると自ら車の下部を擦って傷付けてしまうこと
- 桃井の身体にあった刺し傷をつけたと思われる包丁が、男性の左手に握られていたこと (この男性は右利き)
- 遺族が男性の遺体写真を確認したところ、頭蓋骨中央に殴られたと見られるへこみが確認された
- 車のドアが全てロックされており、車の鍵は車内から発見された

また、長野県警察が最初に事件を「無理心中」と判断し、男性の遺族にその旨を告げていたことが遺族の発言によって明らかになった。
同年11月、男性の両親は「無理心中は考えられない」として被疑者不詳のまま殺人罪で告訴し、翌年1月に受理された。同年4月には男性の友人が中心となって集めた、殺人事件としての捜査を求める約1万人分の署名が、当時の長野県知事であった田中康夫に手渡されている。県警に捜査本部設置を求める行政訴訟は、却下された。
男性が契約していた保険会社は「支払い責任開始から2年以内の自殺 (心中)だから支払い義務はない」と保険金支払いを拒否したので、男性の両親は「何者かに殺害された」として2003年12月に民事訴訟を起こし、保険会社に支払いを求めた。
2007年1月23日、長野地方裁判所飯田支部は「周囲の状況から見て、複数犯であれば殺害可能であり、第三者による他殺」と認定し、保険金の支払いを命じた。民事裁判にて「他殺」と認定されたかたちである。民事裁判では刑事裁判にくらべて事実認定は非常にゆるやかであり、刑事裁判の方が厳密とされるが、本件では警察の処分とは明確に異なる無理心中から他殺という判断がされている。

## 作品

### アダルトビデオ
2001年
- 実録淫行女子校生 (冒険ゴリラ)オムニバスの一編
- 放課後美少女H 純白娘のぞみEカップPart.1 (3月1日、オーロラプロジェクト)
- 放課後美少女H 純白娘のぞみEカップPart.2 (3月1日、オーロラ・プロジェクト)
- 青い性欲 (4月6日、ドグマ)
- ザ・カメラテスト キミ凄くヌレやすいの?見ないでェ～! (5月21日、アテナ映像) オムニバス作品
- 神聖レズビアン ナース編 (7月9日、QRAKE) 共演:堤さやか
- 私立美少女学園 vol.18 (8月1日、アイデアポケット)
- 学校の猥談 1 爆乳女教師の性活指導  (9月1日、桃太郎映像出版) オムニバス作品
- 癒し系痴女手コキ搾り (8月24日、V&RPLANING)
- 学校の猥談 1 爆乳女教師の性活指導 立石サヤカ、桃井望、松田瞳 (9月1日、桃太郎映像出版)
- 性の実話 インターネットからの告白 井原麻里絵、桃井望 (9月1日、桃太郎映像出版)
- 青い性欲 お初3人娘 堤さやか 桃井望 伊藤なつき (9月7日、ドグマ)
- みるスポ ブルマ水着編 (11月1日、みるきぃぷりん♪)
- 青い性欲 桃井望 ディレクターズ ロングバージョン 完全版 (11月20日、ドグマ)
- LOVE2 デート 3  (11月23日、宇宙企画 (メディアステーション)) オムニバス作品
- 午後の美少女 NOZOMI HINA 桃井望、愛川ひな (11月28日、タカラ映像)
- SPECIAL DELIVERY SERVICE 桃井望 (11月30日、オブテインフューチャー)
- Swimming Girl 1 (11月30日、オブテイン・フューチャー)
- AV虎の穴 AV女優の作り方 (2月5日、ワンズファクトリー)
- Premium 桃井望 (12月11日、アイルビークリエイト)
- コスプレ巨乳エンジェル (12月14日、ケイ・エム・プロデュース)
- ときめき天然女子校生  (12月14日、ビッグモーカル) オムニバス作品
- ちょびっチュ(12月21日、ロイヤルアート) 他出演:堤さやか
- 美少女プっちドール(12月22日、ボス・キャット)
- 日比野達郎のリアルセックス (アイオン)

2002年
- REAL MODELS 20 (2月1日、TMA) オムニバス作品
- 女子校生(裏)SEXファイル 増刊号 桃井望、堤さやか、姫野優香 (2月15日、ホットエンターテイメント)
- いもうと 桃井望 (2月15日、デジタルバンク)
- 露出中毒 桃井望 (2月22日、オブテインフューチャー)
- 白い性欲 桃井望 (3月1日、ドグマ)
- みるきぃHiスクール。 (3月9日、みるきぃぷりん♪)
- 最強痴女決定戦  (3月15日、TMA)
- Gals Pink Game Eros Live  (3月20日、ホットエンターテイメント) オムニバス作
- BOKANシリーズ Vol.1 桃井望 (3月20日、アイエナジー)
- egego 30 Nozomi (3月22日、eXtreme)
- ザーメンごっくん女優 (3月29日、ワンズファクトリー)
- ミルキィガールDX 桃井望 (4月19日、笠倉出版社)
- バーチャルデート 桃井望ちゃん (4月20日、ホットエンターテイメント)
- コスプレイプ (5月2日、GLAY'z)
- 私立ロリロリ学園 (発売日不明、オブテイン・フューチャー)
- 私立ロリロリ学園Ⅱ (5月17日、オブテイン・フューチャー)
- 実録 淫行女子校生 VERSION 02 桃井望 (5月17日、KUKI)
- 記憶に刻む一日 桃井望 (6月21日、タカラ映像)
- ヌル乳 3 (7月1日、ワンズファクトリー)
- 白い性欲 ベスト 笠木忍、堤さやか、桃井望 (7月10日、ドグマ)
- 完全 桃井望 (7月12日、デジタルドリーム)
- 龍蛇の緊縛慕情 6 (7月25日、月光)
- Greatest Hits!! 桃井望 (7月26日、タカラ映像)
- いもうと 桃井望 (7月26日、グラフィティジャパン)
- 泣桃 桃井望 (7月26日、ロイヤルアート)
- 長瀬愛、堤さやか、桃井望 デラックス (8月4日、アイエナジー)
- どんなに気持ちよくても声出しちゃダメ! (8月4日、SODクリエイト)
- 夏ビキニ SUPER GALS  (8月8日、隼エージェンシー) オムニバス作品
- AV Queen Vol.20 Kiss Me Soft 中田由真、桃井望 (8月8日、AV クイーン)
- 制服シンデレラ 2 女子校生のぞみの放課後 桃井望 (8月9日、U＆K)
- 濃縮 桃井望 (8月15日、オブテインフューチャー)
- 桃井望 BEST (8月22日、アクアFACTORY)
- 桃井望スペシャル 1 (8月23日、ワイルドサイド)
- 女子校生監禁凌辱 鬼畜輪姦42 桃井望 (9月8日、アタッカーズ)
- AV Queen Vol.20 Kiss Me Soft 中田由真、桃井望 (8月8日、AV クイーン)
- 制服シンデレラ 2 女子校生のぞみの放課後 (8月9日、U&K)
- 新型MM号21誕生記念全国出張ファン感謝祭?福島県福島市編?疲れた人この指止まれ!!癒し系アイドルご奉仕編 (8月17日、SODクリエイト)
- memories. Tsutsumi momoi 堤さやか、桃井望 (9月10日、キング デマンド デリ)
- 2002 AV Girls X2 Vol.97 桃井望、山口絵里 (9月20日、AV 2003)
- ザ・ガマン ガチンコハケ水車対決 (発売日不明、アイオン)
- 桃井望スペシャル 2 (9月27日、ワイルドサイド)
- 義妹の部屋 1 (10月3日、ドリームチケット)
- Fun～ファン～ 桃井望 (10月4日、アイルビークリエイト)
- 赤い性欲 桃井望 (10月10日、ドグマ)
- GOLDEN LUCKY !!01 (10月17日、ドリームチケット)
- 裏・桃井望 (11月20日、ケイ・エム・プロデュース)
- 戦隊ピンクが捕まってあんなこともこんなことも (11月20日、ケイ・エム・プロデュース)
- 24人の桃井望 永久保存版 (11月20日、ケイ・エム・プロデュース)
- イカセ 4時間 桃井望 (11月20日、ケイ・エム・プロデュース)
- 大暴露 (11月20日、ネクストイレブン) オムニバス作品
- 凌辱鮫 5 (11月26日、月光)
- ONE DAY FETISH 桃井望 (11月28日、未来 フューチャー)
- 新任女教師 君を犯したいスペシャル 輪姦伝説 (12月6日、アイエナジー)
- アンドメイド (12月6日、シュガーボーイ)
- 痴ロリ1 (12月6日、シュガーボーイ)
- 人気女優8人が!! (12月20日、ネクストイレブン)
- 緊縛少女 (12月20日、アイエナジー)
- アブノーマルなアイドル (12月22日、銀河映像)

2003年
- 桃井望の性欲 トリコロールベスト[青 白 赤] (1月9日、ドグマ)
- もうひとつの痴ロリ (1月10日、シュガーボーイ)
- Black High School (2月8日、アイデアポケット)
- うぶ VOL.2 桃井望＆双葉このみ (2月14日、デジタルドリーム)
- アイドール Vol.6 桃井望 (2月25日、アイドール)
- ぎゃるげっちゅ!完全版Ver.13.1 桃井望素人時代の生ハメ2連発 (4月5日、みるきぃぷりん♪)
- 堤さやかデラックス 堤さやか、長瀬愛、桃井望 (4月5日、アイエナジー)
- スーパージュリエット Vol.1 小泉ゆり、桃井望、成瀬美穂、西島れい、須田琴美、相沢優 (4月10日、デジック)
- Angel Inferno Vol.5 桃井望 他 (4月28日、DAA Club)
- いもうとが… 酒井里美、樹若菜、桃井望、岬じゅん (5月23日、笠倉出版社)
- 自慰悶絶 桃井望 (6月12日、ジャネス)
- 宅配ソープ 桃井望＆高嶋陽子＆藤森エレナ＆松坂樹梨 (8月22日、アトラス21)
- 放課後美少女H 純白娘 のぞみEカップ PART.1＆2 桃井望 (8月23日、オーロラ)
- After School Girls Vol.5 放課後の少女達5 桃井望 (9月9日、たまご屋)
- 濃縮 桃井望 2 (9月19日、オブテインフューチャー)
- イジメられっ子[スペシャル] 2 樹若菜、川村志穂 桃井望 (12月12日、ワイルドサイド)

- DANCING IDOLS 長瀬愛、堤さやか、笠木忍、桃井望 (3月19日、ジャネス)

2006年
- ラ・ビアン・ノーズ 桃井望、楠木さやか (8月25日、シネマジック)

以下発売日不明
- PinkCat 51
- スポスポスポーツシリーズ 第40弾
- インターネットオークション 少女売買(剛田プロ)
- 精飲人形愛玩少女2(渡辺学習塾)
- 美少女制服白書 純制1 (ボス・キャット)
- 美少女競泳水着白書 純水1 (ボス・キャット)
- ロリロリフェイスCLUB5
- 最強痴女決定戦
- 桃井望の痴漢電車
- 人妻温泉
- 誘惑巨乳 vol.12
- ひと握りの天使 のぞみ 21才 Eカップ
- ひと握りの天使 特別編 桃井望 21才 Eカップ
- 桃井望ファンクラブ通信 Vol.05 -ブルマ&スクール水着編-
- 桃井望ファンクラブ通信 Vol.06 -制服ドキュメント編-
- 若妻の匂い 45
- Bloomer 赤・青ブルマー編 (富士書店)
- 桃井望の催眠伝説（バーチャルカンパニー）

他多数出演

### 写真集
- NOZOMI（2002年6月1日、双葉社、撮影：高橋生健）ISBN 978-4575293906